# Coscinia ribbei
Coscinia ribbei là một loài bướm đêm thuộc phân họ Arctiinae, họ Erebidae.